# Heckler & Koch HK69A1
HK69A1 — це 40-мм гранатомет, розроблений і вироблений німецьким виробником зброї Heckler & Koch (H&K). Зброя розрахована на ураження військ і опорних пунктів противника на відстані до 350 м; його також можна використовувати для розгортання димових шашок і освітлювальних ракет.

## Розробка
Історія пускової установки починається з кінця 1960-х років, коли почалася розробка зброї, призначеної для встановлення (за допомогою спеціального кріплення) під ствол гвинтівки НАТО G3A3 калібру 7,62×51 мм. У 1972 році був представлений прототип того, що згодом стане Granatpistole HK69. Після оцінки було прийнято рішення розробити автономну автономну версію гранатомета, який був створений в 1979 році і отримав позначення HK69A. У 1980-х роках зброя була прийнята на озброєння німецької армії як Granatpistole 40 mm (відомий також у скороченій формі GraPi). Він також використовується силами спеціального призначення та службами безпеки кількох інших країн.

## Деталі дизайну
Гранатомет — однозарядна зброя з плеча та затвором, яка стріляє снарядом за системою «Високо-Низько». Основним компонентом є рама, яка містить і об’єднує всі механізми та вузли зброї. Зброя має нарізний ствол, який шарнірно закріплений спереду та нахилений вгору («розрив») для заряджання та видалення стріляних гільз. Стовбур в положенні «боєготовий» замикається в рамку за допомогою поворотної засувки, встановленої в задній частині рамки. Гранатомет не має екстрактора; замість цього в основі ствола були вирізані насічки, які дають змогу оператору вручну виймати стріляні гільзи.
Наведення гранатомета здійснюється за допомогою прицільних пристосувань, які складаються з передньої стійки (регульованої по висоті) і цілика, який має відкидну подвійну апертуру для стрільби на короткій дистанції (положення 50 і 100 м) і відкидну стулку типу драбини. приціл для стрільби на далеку дистанцію (має насічені східці на 150, 200, 250 і 350 м), який у складеному стані складається над стволом. Зброя має синтетичну пістолетну рукоятку, легку телескопічну металеву прикладу з гумовим наплічником і ремінні вертлюги для використання з ремешком. Зазвичай гранатомет носить у набедренній кобурі.

## Користувачі
- Аргентина: HK69 варіант.[2]
- Австралія: MZP-1 варіант використовується EKO Cobra.[3]
- Данія: HK69A1 використовується Danish Police for launching tear gas grenades.[4]
- Англія:  HK69A1 37mm L104[5][6]
- Фінляндія: HK69A1 використовується Finnish Defence Forces as the 40 KRPIST 2002 (Kranaattipistooli 2002).[7]
- Німеччина: The German Armed Forces, particularly the German Army, use the HK69A1 as "Granatpistole 40 mm.[8]
- Люксембург: MZP-1варіант використовується Unité Spéciale de la Police інтервенційний підрозділ в Grand Ducal Police.[9][10]
- Норвегія: HK79 варіант.[2]
- Ірландія: Поліція Північної Ірландії (раніше Королівська поліція Ольстера) використовує 37-мм варіант гранатомета L104 з оптичним прицілом, представлений у 1994 році для пластикових куль.[11]
- Панама[12]
- Саудівська Аравія: HK69 варіант.[2]
- Шрі-Ланка: HK69 варіант.[2]
- Туреччина: Генеральне командування жандармерії використовує HK69 варіант.[13]

- Португалія: HK79 варіант, який використовує португальська армія до 2019 року, коли його замінив FN40GL.[14]